# أملج أذيني
أملج أذيني (الاسم العلمي:Phyllanthus stipularis) هو نوع من النباتات يتبع جنس الأملج من الفصيلة الأملجية.